# 浦內彎貝介
浦內彎貝介（学名：Loxoconcha uranouchiensis）为彎貝介科彎貝介屬下的一个种。